# A (밴드)
A는 잉글랜드의 록 밴드이다.